# Cerotainia camposi
Cerotainia camposi är en tvåvingeart som beskrevs av Charles Howard Curran 1934. Cerotainia camposi ingår i släktet Cerotainia och familjen rovflugor.
Artens utbredningsområde är Ecuador. Inga underarter finns listade i Catalogue of Life.